# Districte de Saugor
El districte de Saugor o Sagar és una divisió administrativa de l'estat de Madhya Pradesh, amb capital a la ciutat de Sagar o Saugor. Forma part de la divisió de Saugor o Sagar. La superfície és de 10.252 km², i la població (cens del 2001) de 2.021.783 habitants. Sagar o Saugor vol dir llac i porta aquest nom per la ciutat que al seu tron el té per un llac a la rodalia.

## Administració
Està dividida en 9 tahsils:
- Bina
- Khurai
- Banda
- Rahatgarh
- Sagar
- Garhakota
- Rehli
- Kesli
- Deori

## Història
L'antiga capital, Garhpahra, a uns 10 km al nord de la moderna Sagar, hauria estat fundada per una dinastia gond; aquesta dinastia fou succeïda per una nissaga d'ahirs anomenats els Faulàdia (Baladeos) als que s'atribueix la fundació de la fortalesa de Rehli (inicialment van governar a Khamaria), que van governar la part sud, mentre al nord governava una dinastia amb seu a Dhamoni (després Shahgarh). Terratinents ahirs encara reclamen ser descendents d'aquesta nissaga i tenir el títol de raos. Vers el 1023 els ahirs haurien estat suplantats per un rajput procedent de Jalaun, de nom Nihalsha, que es va apoderar del territori i va fundar una dinastia que va governar per 600 anys fins que foren derrotats pels chandeles de Mahona i van esdevenir tributaris; els dos guerrers chandeles del clan Banaphar, Alha i Udal, són objecte de diverses cançons i poemes i es diu que van guanyar 52 batalles; la llegenda diu que Alha encara viu a la fortalesa d'Orchha i surt a les nits per posar llum a un temple de Devi a un turó a la jungla.
Sagar o saugor fou fundada per Udan Shah, un cap dangi, que es diu que era descendent de Nihalsha; fou inicialment un petit fort al lloc del fort modern, i després es va afegir un establiment al poble de Parkota, que modernament és part de Sagar. El net d'Udan Shah, Prithwipat, poc intel·ligent, fou desposseït per Chhatarsal, el raja bundela; fou restablert pel maharajà de Jaipur però expulsat altre cop pel cap musulmà de Kurwai, i es va retirar a Bilehra, on va quedar establert dominant sobre quatre pobles més, i que els seus descendents van conservar fins a 1955.
Vers el 1730 Rehli fou transferida per Chhatarsal de Panna a Baji Rao I, el peshwa maratha, en agraïment pel seu ajut en la lluita contra el subadar nawab de Farrukhabad. Fou part dels dominis del peshwa fins al 1818 i després va passar als britànics.
El 1735, a la mort de Chhatarsal, va llegar un terç del seu domini al peshwa, incloent Sagar; el peshwa va cedir la ciutat i territori al seu lloctinent Govind Rao Pandit com a governador; Govind Rao va dedicar molt de temps a la millora de la ciutat i de la rodalia; la fortalesa de Saugor fou construïda sota les seves ordes; la ciutat va créixer i va esdevenir capital regional; Govind va morir a la tercera batalla de Panipat de 1761 i el peshwa va cedir Saugor i rodalia als seus descendents, lliure de tribut. Durant el seu govern la ciutat fou saquejada tres vegades, dues d'elles per Amir Khan Pindari, i una per Sindhia (que la va assetjar durant uns mesos fins que la va ocupar el 1814). Al final de la tercera Guerra Maratha el 1818 fou cedida als britànics.
El territori al nord, centrat a Dhamoni (uns 45 km al nord de Sagar), havia estat dependència del regne gond de Mandla o Garha-Mandla i estava governat per una branca d'aquestos rages sota Surat Sah. Al final del segle xvi el cap bundela Raja Barsingh Deva d'Orchha va derrotar a Surat Sah i va convertir a Dhamoni en la seva capital; el seu fill Pahar Singh va seguir al poder a Dhamoni fins al 1619 quan fou conquerida pels mogols; van seguir anys de domini musulma en els quals les ciutats principals van ser Garola, Kurai i Khimlasa; el territori estava sota administració de governadors designat per Delhi, cinc en successió, que van governar fins vers el 1700; el darrer, nawab Ghairat Khan, fou derrotat per Chhatarsal que va reunir el nord i sud del districte a les seves mans. A la seva mort el 1735 Dhamoni va restar en mans dels seus descendents fins al 1802 quan fou ocupada per Umrao Singh, raja de Patau, un territori veí, que es va apoderar del fort per una traïció. Però abans de sis mesos havia estat derrotat pel raja de Nagpur que va annexionar el territori. El 1818 després de la fugida del raja bhonsle de Nagpur, Appa Sahib, Dhamoni va ser ocupada pels britànics sota el general Marshall.
Amb els territoris cedits pel peshwa i per Appa Sahib i va formar l'Agència dels territoris de Saugor i Nerbudda, que el 1835 va esdevenir Territoris de Saugor i Nerbudda sota dependència de les recent creades Províncies del Nord-oest, integrat pels districtes de Saugor, Damoh, Narsinghpur i Jabalpur.
El territori de Shahgarh a uns 65 km al nord-est de Sagar, fou també part del regne de Mandla però a la meitat del segle xvii fou ocupada per un cap bundela de nom Shahman, que va matar el darrer raja gond, de nom Chintaman. La nissaga de Shahman va durar fins al 1798 quan el seu descendent Khanju fou derrotat per Mardan Singh, Raja de Garhakota. El 1842 el fin de Mardan Singh fou succeït per un nebot de nom Bakht Bali. Fou en aquest any quan es va produir l'anomenada insurrecció bundela en la que el terratinent Jawahir Singh de Chandrapur, amenaçat pels decrets de la cort civil, es va revoltar i va saquejar les ciutats de Khimlasa, Kurai, Naraoli, Dhamoni i Binaika. Li va fer costat un altre terratinent, i després s'hi va afegir un cap gond, Delan Sah, que exercia poder al sud del districte, i va saquejar Deori i rodalia. la desafecció es va estendre per tota la regió i cap al districte de Narsinghpur però la revolta fou finalment dominada el 1843 mercès a l'acció del capità Hamilton. Lord Ellenborough va modificar completament l'administració dels territoris de Sagar i Nerbudda que van tornar a estar sota un agent fins al 1853. La revolta va poder ser sufocada el 1843 però el territori havia patit greument les conseqüències i va tardar anys a recuperar-se. El 1857 el raja de Shahgarh, Bakh Bali, es va revoltar i el 1858 l'estat fou confiscat. El mateix Bakht Bali es va entregar després a Maraura, sota l'amnistia dictada pels britànics, i fou enviat com a presoner d'estat a Lahore.
El 1857 la guarnició estava formada per dos regiments d'infanteria nativa (el 31 dirigit pel major Hampden i el 42 dirigit pel coronel Dalzell) i un de cavalleria (tercer irregular), amb només alguns europeus artillers, i tot el conjunt sota el general de brigada Sage; al tenir notícies del motí el 27 de juny els europeus es van retirar al fort per orde de Sage amb totes les armes i el tresor; els sipais van romandre als seus lloc per un temps però finalment el 42 regiment i el tercer d'irregulars de cavalleria es van amotinar, mentre el 31 regiment va romandre lleial; els dos regiments revoltats es van desplaçar a l'estat de Shahgarh, al nord; els rages de Shahgarh, Bakht Bali, i el de Banpur, Mardan Singh, van entrar llavors al districte i se'n van apoderar de la major part, inicialment Kurai (el raja de Banpur) i després Banda, Rehli i Garhakota (el de Shahgarh); al mateix temps el nawab de Garhi Amapani (després en territori de Bhopal), va ocupar Rahatgarh. Així tot el districte va quedar en mans rebels, excepte la ciutat i fort de Saugor, situació que va seguir durant 8 mesos en els quals el fort mai no fou atacat però es van lliurar tres enfrontaments menors a llocs del districte sense resultats clars; el febrer de 1858 Sir Hugh Rose va arribar a Rahatgarh amb la Central India Field Force, va derrotar els rebels dirigits per Adil Muhammad i va entrar al fort de Rahatgarh; llavors va passar a Barodia Naunagar, a uns 15 km on es va trobar amb les forces del Raja de Banpur, a les que va derrotar, i es va dirigir a Saugor. Els rebels de Rahatgarh i Khurai van fugir. Passant per Saugor, Sir Hugh Rose va anar cap a Garhakota, on va trobar i derrotar el raja de Shahgarh i va ocupar la seva fortalesa on els rebels tenien el tresor acumulat; va tornar llavors a Saugor i d'allí es va dirigir a Garhakota i pel camí va trobar a les restes de l'exèrcit del raja de Shahgarh a les que va derrotar a Madanpur, fent una gran matança. El març de 1858 l'administració regular fou restaurada i la policia i els oficials recaptadors restablerts en les seves funcions. El principat de Shahgarh fou confiscat i la major part agregada al territori de Saugor i Nerbudda.
El 1861 el territori, unit a la província de Nagpur anexionada el 1853, va formar les Províncies Centrals i Saugor fou un dels districtes i formà part de la divisió de Jubbulpore. La superfície era de 10.259 km². Els rius principals eren el Narmada, Sonar, Bewas, Dhasan, Bina, Betwa, Biranj i Sindhor.
Les ciutats principals eren Saugor o Sagar, Garhakota, Etawa, Khurai i Deori, hi havia 1.924 pobles. la població era;
- 1881: 564.950
- 1891: 591.743
- 1901: 471.046.
- 1902: 469.479 (per trasllat d'onze pobles al districte de Narsinghpur).

Administrativament estava format per quatre tahsils:
- Saugor
- Khurai
- Rehli
- Banda

El 87% de la població eren hindús, el 5% musulmans i el 4% animistes. La llengua vernacular era el dialecte bundeli del hindi; 3800 persones parlaven urdú i 6500 marathi. Les castes principals eren bramans, dangis, lodhis, kurmis, i rajputs bundeles. A Pithera hi havia un raja gond que havia estat un antic feudatari de Mandla i dominava el sud del districte; els gonds i savars del districte havien adoptat en general els costums hindús. El 65% de la població vivia de l'agricultura.
El tahsil de Saugor tenia una superfície de 2.756 km² i una població de 166.399 habitants (però 207.456 el 1891 abans de la fam de 1897-1900).

## Arqueologia
- Fort de Dhamoni, 45 km al nord de Sagar
- Fort de Khimlasa a 60 km al nord-oest de Sagar, i una tomba musulmana
- Fort de Rahatgarh, 45 km a l'oest de Sagar, amb el palau de Badal Mahal (Palau del Nubol) a l'interior
- Forts de Rehli, Garhakota, Khurai, Deori i Jaisinghnagar.